# Drassyllus chibus
Drassyllus chibus Platnick & Shadab, 1982 è un ragno appartenente alla famiglia Gnaphosidae.

## Etimologia
Il nome proprio deriva da un'arbitraria combinazione di lettere, come indicato dallo stesso descrittore nella pubblicazione

## Caratteristiche
Fa parte dell'insularis-group di questo genere e ha notevoli somiglianze con D. ojus, D. eurus e D. talus; se ne differenzia per i condotti anteriori dell'epigino che si estendono oltre il margine anteriore dell'epigino stesso
L'olotipo femminile rinvenuto ha lunghezza totale è di 4,39mm; la lunghezza del cefalotorace è di 1,86mm; e la larghezza è di 1,37mm

## Distribuzione
La specie è stata reperita in Messico: in località Barranca de Rio Batopilas, circa 120 km a sud di Creel, nello stato di Chihuahua

## Tassonomia
Al 2015 non sono note sottospecie e dal 1982 non sono stati esaminati nuovi esemplari